# Frites Modern
Frites Modern was een Nederlandstalige punkband uit Amsterdam, die speelde van 1982 tot 1985. 
Gitarist en zanger Arjan Boonacker richtte de band op na zijn vertrek uit Tröckener Kecks. In tegenstelling tot de heersende oi- en later hardcoretrend van die tijd, maakte de band melodieuze punk en vroege poppunk in de traditie van The Jam en Buzzcocks. In eigen beheer werden uitgebracht: de cassette 6Met, later gevolgd door de lp Veel, Vet, Goor En Duur.
De band heette oorspronkelijk Duphar, vernoemd naar de chemische fabriek die duizenden gifvaten in de Volgermeerpolder had gestort. Op weg naar een optreden in België zag de band een uitgebrand frietkot langs de weg staan, waarvan het naambord nog altijd fier aankondigde dat het een "Friterie Moderne" was. En dat gaf hun het idee voor de definitieve bandnaam.

## Leden
- Arjan Boonacker: gitaar, zang
- Jos Belt: basgitaar, zang
- Barend Van Der Meer: drums

## Discografie
- Als je haar maar goed zit (verzamelalbum, Vögelspin 1982, Deo Volente & Formulier)
- 6Met (cassette, 1983)
- Welcome to 1984 (verzamelalbum, Alternative Tentacles USA, 1983, Je Bent Een Puist In Mijn Nek)
- Veel, vet, goor en duur (studioalbum, 1984)
- The Power of Love (verzamelalbum Starving Missile, Duitsland, 1985, Terug naar Af & Waanzin '86)